# David Thirdkill
David Thirdkill (ur. 12 kwietnia 1960 w St. Louis) – amerykański koszykarz występujący na pozycjach rzucającego obrońcy oraz niskiego skrzydłowego, mistrz NBA z 1986.

## Osiągnięcia
NBA
- Mistrz NBA (1986)[1]

Inne
- Wicemistrz Izraela (1992–1994)
- Zdobywca Pucharu Izraela (1993)
- Finalista Pucharu Izraela (1994, 1995)

Indywidualne
- MVP ligi izraelskiej (1993)
- Zaliczony do I składu ligi izraelskiej (1992–1994)